# Tmesorrhina laevis
Tmesorrhina laevis är en skalbaggsart som beskrevs av Ernst Gustav Kraatz 1897. Tmesorrhina laevis ingår i släktet Tmesorrhina och familjen Cetoniidae. Inga underarter finns listade i Catalogue of Life.